# Бресје (Велика Плана)
Бресје (Велика Плана) је насеље и трећа месна заједница града Велике Плане.

## Географске одлике и природни ресурси
Бресје (Велика Плана) се налази између Велике Плане и Смедеревске Паланке. Кроз Бресје пролази пруга Београд-Ниш-Скопље.

### Земљиште
Најзначајнији природни ресурс Бресја код Велике Плане је земљишни фонд, кога карактерише геоморфолошка хомогеност, висока потенцијална плодност и испресецаност воденим токовима. Под пољопривредним земљиштем налази се 30,000 ha или 87% територије општине. Обрадиво земљиште заузима 23,100 ha или 77% површине општине (оранице, воћњаци, виногради). Шумске површине се простиру на 3,200 ha или 10% површине општине.

### Клима
Бресје се налази у континенталном климату умерених ширина. Ову констатацију поткрепљују чињенице:
- просечна годишња количина падавина око 600 – 650 mm\m2
- просечна годишња температура 11 °C;
- просечна влажност ваздуха се креће око 70%;
- просечна надморска висина креће се око 100m.

Бресје спада у аридна подручја, где се сваке године у периоду интензивне вегетације јавља недостатак земљишне влаге и поред тога што речни токови и подземни слојеви обилују водом која се може користити за наводњавање. Јужни, југозападни, југоисточни и западни ветрови су доминантни и директно су одговорни за климат ове области. Утицај ветрова се огледа у деловању кошаве током касне јесени, зиме и пролећа (до 140 km/h), када знатно расхлађује ваздух. Северац у току лета појачава сушу, а јужни ветрови интензивно дувају у рано пролеће и знатно исушују земљиште и ваздух.

### Флора
У Бресју код Велике Плане могу се наћи: 
- Бела ружа
- Бршљан
- Лала
- Љубичица
- Јоргован
- Мушкатла

### Фауна

#### Домаће животиње
- Кокошка
- Патка
- Гуска
- Пловка
- Крава
- Во
- Зец
- Овца
- Коза

#### Дивље животиње
- Дивља свиња
- Шакал
- Јелен
- Лисица
- Соко
- Фазан

#### Кућни љубимци
- Пас
- Мачка
- Папагај

## Манастир
Манастир Копорин са Црквом Светог Стефана је православни манастир који припада Епархији браничевској Српске православне цркве. Налази се у Копоринској улици, у Бресју, део је градског насеља Велике Плане при граничном појасу са Смедеревском Паланком. Представља непокретно културно добро као споменик културе од великог значаја.